# Томбигби
Томбигби е река, приток на река Мобил, дълга около 200 мили (325 км), в САЩ, щатите Мисисипи и Алабама.
Заедно с Алабама, с която се слива, образува късата река Мобил, която се влива в залива Мобил на Мексиканския залив. Водосборния басейн на Томбигби включва по-голямата част от крайбрежната низина на западна Алабама и североизточно Мисисипи. Реката е един от основните маршрути на търговското корабоплаване в южната част на Съединените щати, тъй като тя с помощта на канали се свързва с горната част на река Тенеси, известен като Тенеси-Томбигби воден път.
Името „Томбигби“ идва от езика чокто /itumbi икби/, което означава „Правещия сандъци, ковчези“, от /itumbi/, „сандък, ковчег“, и /икби/, „създаващ, правещ“. Реката образува източната граница на историческите земи на чокто през 17 век, когато те са обединяват като народ и който е изселен в Оклахома след приемането на Закона за индианското отстраняване в Съединените щати през 1830-те години.

## Описание
Реката извира в североизточната част на Мисисипи в окръг Итауамба. Исторически началото на реката е в северния край на окръг Mонро като се образува от сливането на Tаун Крийк (известен също като Западния ръкав на река Томбигби) и Ийст Форк на Томбигби. Днес Ийст Форк се приема за начало на Томбигби.
Тя тече на изток през езерото Абърдийн в близост до Абърдийн, и езерото Кълъмбъс близо да Кълъмбъс. След това тече през езерото Алисвил на границата между Мисисипи и Алабама, след това преминава през цяла западна Алабама като образува много меандри, преминава през Гейнсвил и Демополис, където в нея се влива от североизток река Блек Уориър. На Юг от град Демополис протича обикновено, на юг през югозападна Алабама. Реката се съединява с река Алабама северно от границата между окръзитеМобил и Болдуин, на около 30 мили (50 км) на север от Мобил, за да образуват реката Мобил.
След приключване на строежа на водния път Тенеси-Томбигби през 1985 г., голяма част от средното течение на реката в североизточната част на щата Мисисипи бе отклонено в ново речно корито. Над езерото Абърдийн реката се връща в старото си корито.
Освен река Блек Уориър, в Томбигби се влива река Бутахачи от изток, северно от Кълъмбъс, щата Мисисипи. Южно от Кълъмбъс се влива Луксапалила Крийк, на около 5,2 мили под Кълъмбъс. На около 10 мили (15 км) на север от Гейнсвил, към реката се присъединява от север река Сипси. В Гейнсвилле, към нея се присъединява от запад река Нохуби.
На около 20 мили (30 км) на северозапад от Джексън, в югозападна Алабама, покрай реката се намира Националната местност на дивата природа Чокто.
Горните ръкави на Томбигби формират границите на родината на страшните чикасо. Френският чиновник Жан Батист ле Мойн Биенвил използва Томбигби да пътува със своите войски през 1736 г. за кампания срещу чикасо. През 19 век, те са признати като едно от петте цивилизовани племена на Югизтока, като приемат европейско-американския начин на живот. Но Конгресът приема Закона за Индианското отстраняване през 1830 г. и в крайна сметка Съединените щати принуждават чисасо да се изсели на запад от Мисисипи в Индианската територия (Оклахома).

## Шлюзове и язовири
На река Томбигби има пет шлюза и язовира. Шлюзове и язовир изброени от север на юг са:
- Джон С. Стенис шлюз и язовир
- Том Бевил шлюз и язовир
- Хауъл Хефлин шлюз и язовир
- Демополис шлюз и язовир
- Кофивил шлюз и язовир.[4]

## Притоци
Притоци, който се вливат директно в Томбигби:
- Уест Ривър
- Басет Крийк
- Басет Крийк (окръг Кларк)
- Джаксън Крийк
- Санта Бого Крийк
- Търки Крийк
- Окатупа Крийк
- Оук Слъш Крийк
- Биг Талауампа Крийк
- Баши Крийк
- Уахалак Крийк
- Сукарбоуа Крийк
- Хорс Крийк
- Тукабум Крийк
- Бийвър Крийк
- Кинтърбиш Крийк
- Чикасо Бого
- Котохага Крийк
- Сукарнучи
- Спринг Крийк
- Хол Крийк
- Блек Уориър
- Бруш Крийк
- Трусълс Крийк
- Нохуби
- Сипси
- Лъбъб Крийк
- Биг Крийк
- Луксапалила Крийк
- Бутахачи
- Бул Маунтин Крийк

## Инцидент Кахаба
На 28 април 1979, влекач с името МВ Кахаба плава поТомбигби близо до Демополис, Алабама. Влекача се опитва да преведе два шлепа с въглища под стария мост Рустър Бридж (демонтиран години по-късно), но течението е прекалено силно. Влекача и шлеповете се приближават до подвижната секция на моста, която не е в състояние отново да се отвори достатъчно бързо, въпреки че реката е в непосредствена близост да прелее. (подвижните мостове трябва да се затварят и отварят отново, за да може очаквания трафик да преминава). Бързото течение удря кораба от дясната страна. Тази сила е била толкова голяма, че повлича кораба надолу, накланя го под моста, и изцяло го потапя в реката. Скоро влекача излиза от другата страна на моста, с вода, течаща от врати и палуби и нещата се подобряват.
Една от двете големи вентилаторни перки се измества до центъра, но двигателят продължава да работи, и капитанът завежда влекача в спокойни води. Друг влекач надолу по течението, МВ Tалапуса спасява капитана и тримата членове на екипажа и след това издърпва двете баржи с въглища.